# 斯图吕曼
斯图吕曼（瑞典語：Storuman）是瑞典西博滕省斯图吕曼市镇内的城镇。